# Oud West (Delfzijl)

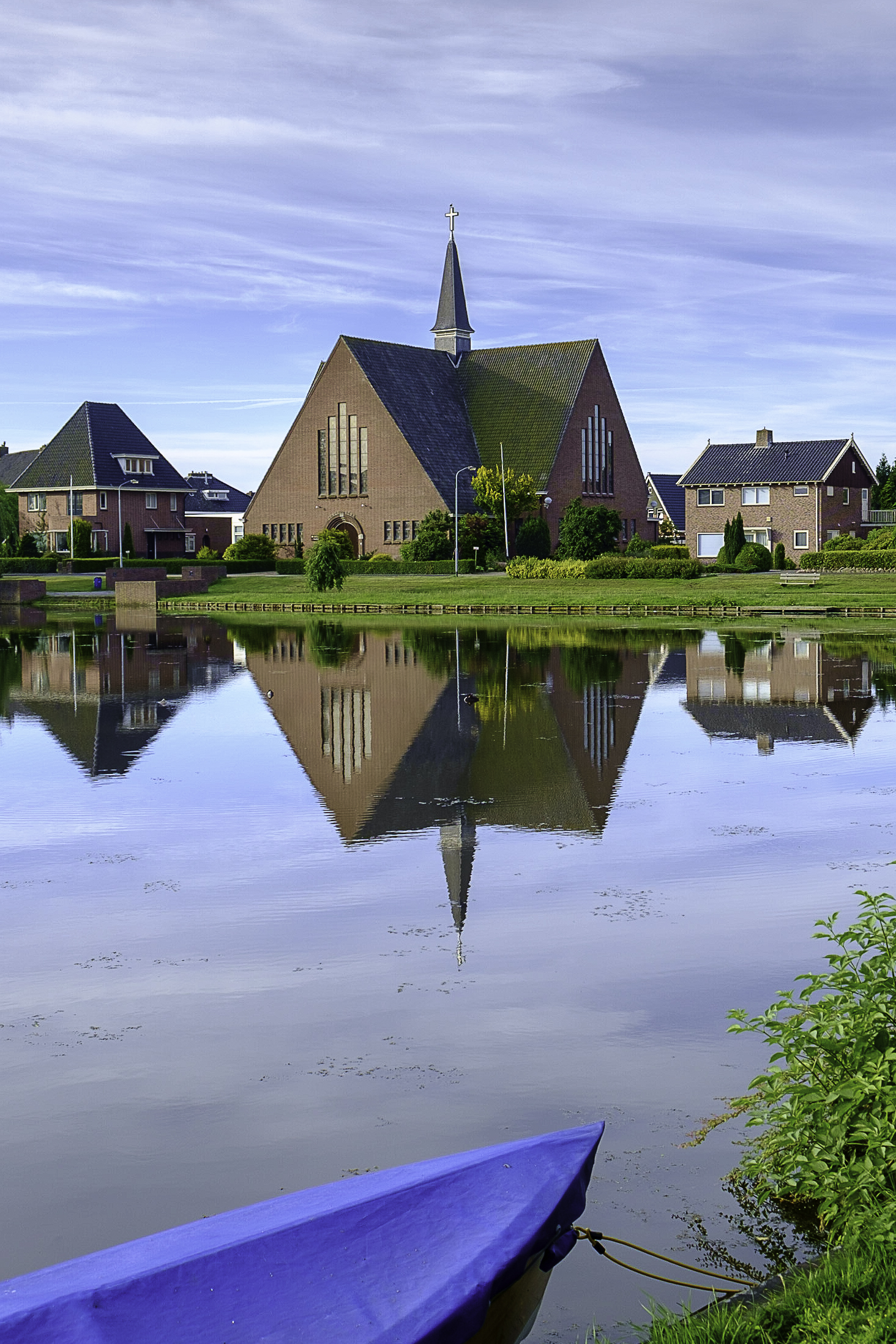
De Kruiskerk uit 1953 aan de Menno van Coehoornsingel gezien "over de gracht"

Oud West of Over de Gracht is een wijk in Delfzijl. De wijk wordt tegenwoordig samen met de wijk West 1 ("scheepvaartbuurt") aangeduid als Over de Gracht Scheepvaartbuurt.
Ten zuiden wordt de wijk begrensd door het Damsterdiep. Ten noorden ligt de spoorlijn Delfzijl - Groningen. De wijk ligt ten opzichte van het centrum van Delfzijl aan de overkant van de gracht en wordt tegenwoordig vaker "Over de gracht" genoemd, alhoewel de wijk gedeeltelijk op de gracht en ravelijnen gebouwd is. Een andere benaming voor de wijk is zeeheldenbuurt, omdat een aantal straten en pleinen in de wijk naar zeehelden zijn genoemd. Zo zijn er de straten en pleinen Abel Tasmanplein, Willem Barentszstraat, Piet Heinstraat, Cornelis Houtmanstraat. Andere straatnamen in deze wijk zijn nog de naar de verbouwer van de vesting vernoemde Menno van Coehoornsingel en de naar de belegeraar en bevrijder van Delfzijl tijdens het beleg van Delfzijl (1813-1814) vernoemde Marcus Buschstraat.

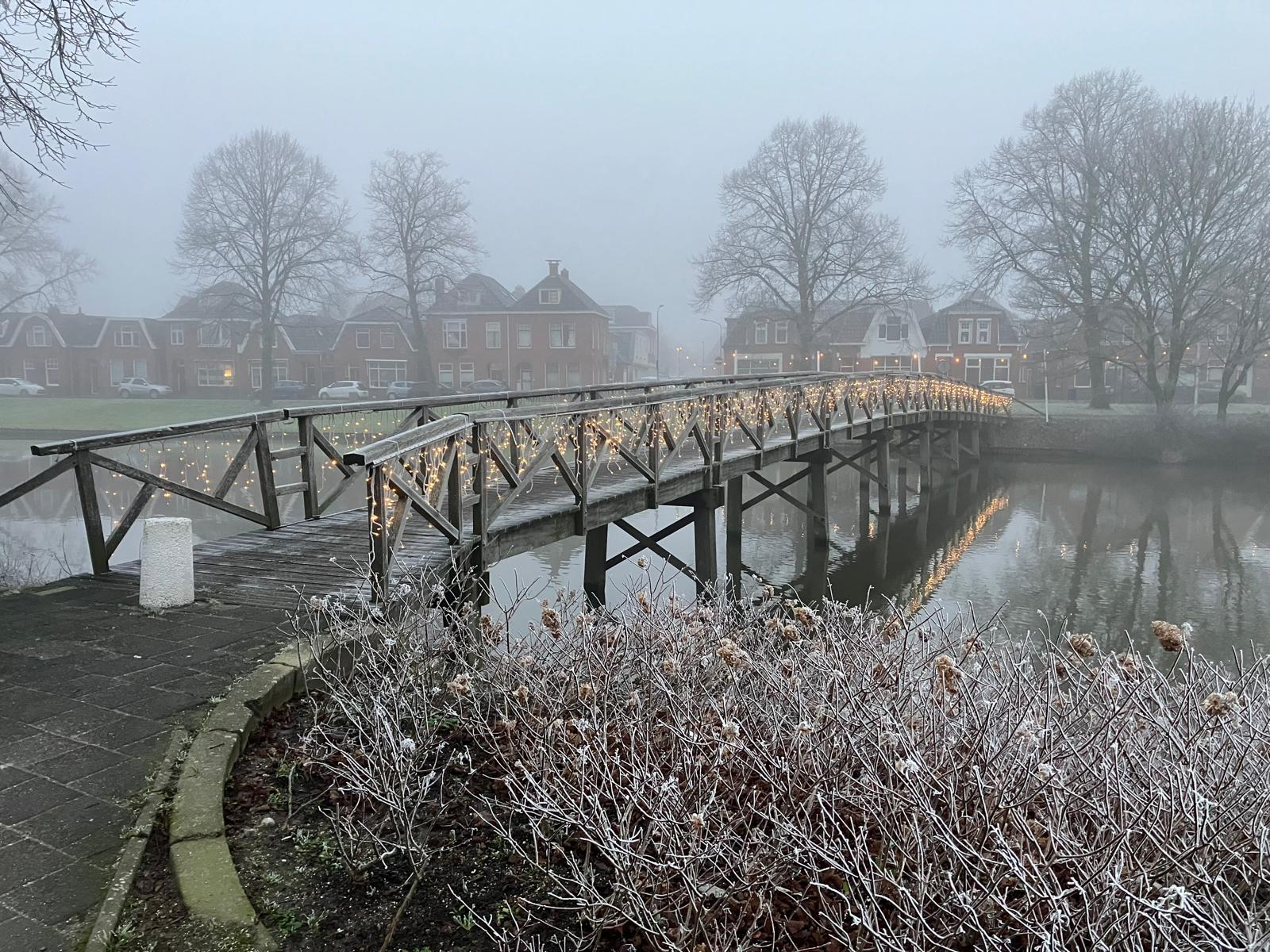
Het bruggetje over de stadsgracht in Delfzijl

Het oudste gedeelte van de wijk is gebouwd in de jaren 20 en 30 van 20ste eeuw. Het grootste deel van de wijk is echter pas na de Tweede Wereldoorlog gebouwd. Veel gebouwen en huizen in de wijk zijn ontworpen in de stijl van de Amsterdamse School. Dat geldt ook voor het voormalige onderkomen van Zeevaartschool Abel Tasman, dat in de wijk is gelegen.